# 察哈尔蒙古语
察哈尔蒙古语（發音：[ˈt͡ɕʰɑχə̆r]），又称察哈尔土语，是蒙古语內蒙古方言的一种，主要分布在內蒙古中部地区，由錫林郭勒盟和烏蘭察布市的蒙古族使用，是中國境內内蒙古流傳最廣的一種蒙古语標準音，与蒙古国的標準语——喀尔喀蒙古语相近。

## 发音
正蓝旗标准察哈尔土语中的元音分有长短两套，拥有区别语义的作用。短元音有 a、ə、ɛ、i、ɪ、o、ɔ、œ、ɞ、u、ʏ 共11个。其中 ɛ、ɪ、œ、ɞ、u、ʏ 仅在多音节词非第一音节的后续音节中出现。a、ə、i、o、ɔ 5个短元音在多音节词后续音节出现时元音弱化作 a̯、ə̯、i̯、o̯、ɔ̯。
长元音有 aː、əː、eː、ɛː、iː、ɪː、oː、ɔː、œː、ɞː、øː、uː 共12个，并多与短元音互相对应。其中 eː 和 øː 为仅出现于多音节词后续音节的松元音。其余10个长元音可在单音节或多音节词中任何位置出现，不受限制。
有8个复合元音，分为前响（ɞe、ue、ʏɪ、yi）、后响（ɞa、uə、iɔ、iu）各4个。

## 學校教學
參見2020年內蒙古雙語教育新政策爭議。

## 位置与分类
对于“察哈尔蒙古语”一词有两种不同定义。首先，标准察哈尔蒙古语分布在锡林郭勒盟正蓝旗、正镶白旗、镶黄旗、太仆寺旗、多伦县、乌兰察布市察哈尔右翼前旗、察哈尔右翼中旗、察哈尔右翼后旗、商都县和化德县，使用者人数约10万。:6而广义的察哈尔蒙古语则还包含卫拉特、达尔汗、茂明安、克什克腾等方言。:179-180在非常广义的定义下，还包含锡林郭勒方言，如乌珠穆沁、苏尼特、阿巴嘎、锡林浩特方言。内蒙古方言标准发音是基于正蓝旗的标准察哈尔方言。:85

## 音系
如不考虑晚近借词的音系，察哈尔蒙古语有咽化元音音素/ɑ/, /ɪ/, /ɔ/, /ʊ/和非咽化元音音素/ə/, /i/, /o/, /u/，反映元音和谐。每种都有长短对立，也存在双元音。/ɪ/只出现在词首，如ɪlɑ̆x“赢”（比较ɑlɑ̆x“杀”），因此/i/ （<*i）也出现在咽化词中。经历词汇扩散，/i/ <*e在/in/ < *ene“这”等词中出现，而没有在/ələ/ “鸢”等词中出现。长单元音还包括/e/ < *ei。:209-213音节结构是CVCC。:224在词尾位置，非音位元音常在送气、偶尔在非送气辅音后出现。它们常出现在男性口音中，且在复合词中不发生。辅音音素（不含借词）有：
|        |        | 雙唇 | 雙唇 | 齒齦   | 齒齦   | 硬齶 | 軟齶 | 軟齶 |
| 標準   | 齶化   | 標準 | 齶化 | 標準   | 齶化   | 硬齶 |      |      |
| ------ | ------ | ---- | ---- | ------ | ------ | ---- | ---- | ---- |
| 鼻音   | 鼻音   | m    | mʲ   | n      | nʲ     |      | ŋ    |      |
| 塞音   | 送氣   | b    | bʲ   | d      | dʲ     |      | ɡ    | ɡʲ   |
| 塞音   | 不送氣 | p    |      | t      | tʲ     |      | (k)  |      |
| 擦音   | 擦音   |      |      | s      | ʃ      |      | x    | xʲ   |
| 塞擦音 | 塞擦音 |      |      | t͡ʃ, d͡ʒ | t͡ʃ, d͡ʒ |      |      |      |
| 流音   | 流音   | (w)  |      | l      | lʲ     | j    |      |      |
| 顫音   | 顫音   |      |      | r      | rʲ     |      |      |      |

[k] （<*k）和[w] （<*p）出现在借词中，而本土词中，它们只是/x/和/b/的自由变体。:148颚化元音只在咽化词中作为音位出现。:31-35

## 词类与形态
察哈尔蒙古语变格系统的语素数量和喀尔喀方言相同，形态也几乎相同。特别的向格后缀-ʊd/-ud来自*ödö （蒙古文 <ödege>）“向上”，似乎是共通语-rʊ/-ru的同位异音。反身-属有后缀保持其末-ŋ（即-ɑŋ<*-ban等，而喀尔喀蒙古语-ɑ）。:43-44, 49-50
大数字和汉语一样，是以10的幂计数的。集体数词可与近似的数词后缀相结合，所以ɑrwɑd“大约10”和ɑrwʊl“一群十个...”在蒙古语中比较普遍，而ɑrwɑdʊl“一群约10个...”貌似是察哈尔方言特有的。:70, 75
代词系统与喀尔喀方言较像。:390第一人称单数宾格口语形式（以特殊宾格词干代替）可以是nadï而不是nadïɡ，i~ig交替的现象也出现在其他代词词干中。这不会引起歧义，因为属格时元音会变为半开，而不是闭前元音，如察哈尔方言第二人称单数属格尊称是[tanɛ]，喀尔喀方言常是[tʰanɪ]。第三人称词干不展现任何词干。第一人称复数排除式man-除主格外有一套几乎完整的变格系统，在书面喀尔喀方言中属格形式manai罕见。
察哈尔方言的分词与喀尔喀方言几乎一样，但-mar表达可能性而不是希望，因此-xar充当其词素变体。:126-127另外，有些独特的动副词，如-ba （来自汉语“吧”）“如果”和-ja（来自“也”）“尽管”，似乎是共通蒙古语后缀-bal和-bt͡ʃ的词素变体。:130-131限定后缀-la可能获得了动副词状态。最后，-xlar（“一...就...”）变为-xnar，喀尔喀蒙古语中缺乏的-man~-mand͡ʒï̆n“只要”时有出现。:132-133察哈尔蒙古语的核心限定陈述形式与喀尔喀蒙古语相同，不过另加了-xui和-lgui以表达强烈可能性。

## 词汇
察哈尔蒙古语大多数独特的借词来自汉语和满语。

## 註解
1. 1 2  while [k] (<*k) and [w] (<*p) that occur in loanwords and native words alike are only allophones of /x/ and /b/ in native words.[9]

## 书目
- Ashimura, Takashi （2002）: Mongorugo jarōto gengo no -lɛː no yōhō ni tsuite. In: Tōkyō daigaku gengogaku ronshū 21: 147-200.
- Janhunen, Juha （2003）: Mongol dialects. In: Juha Janhunen （ed.）: The Mongolic languages. London: Routledge: 177–191.
- Köke and Sodubaγatur （1996）: Čaqar aman ayalγun-u üge-yin ečüs-ün boγuni egesig-ün tuqai. In: Öbür mongγul-un yeke surγaγuli 1996/3: 9-20.
- Mongγul kelen-ü barimǰiy-a abiyan-u kiri kem-i silγaqu kötülbüri nayiraγulqu doγuyilang （2003）: Mongγul kelen-ü barimǰiy-a abiyan-u kiri kem-i silγaqu kötülbüri. Kökeqota: Öbür mongγul-un arad-un keblel-ün qoriy-a.
- Norčin （2001）: Barim/ǰiy-a abiy-a - Čaqar aman ayalγu. Kökeqota: öbür mongγul-un arad-un keblel-ün qoriy-a.
- Önörbajan, C. （2004）: Orčin cagijn mongol helnij üg züj. Ulaanbaatar: Mongol ulsyn bolovsrolyn ih surguul'.
- Poppe, Nicholaus （1951）: Khalkha-mongolische Grammatik. Wiesbaden: Franz Steiner.
- [Sečenbaγatur] Sechenbaatar （2003）: The Chakhar dialect of Mongol - A morphological description. Helsinki: Finno-Ugrian society.
- Sečenbaγatur et al. （2005）: Mongγul kelen-ü nutuγ-un ayalγun-u sinǰilel-ün uduridqal. Kökeqota: Öbür mongγul-un arad-un keblel-ün qoriy-a.
- Svantesson, Jan-Olof, Anna Tsendina, Anastasia Karlsson, Vivan Franzén （2005）: The Phonology of Mongolian. New York: Oxford University Press.

Template:蒙古语系